# Marvin Ash
Marvin Ash (* 4. Oktober 1914 in Lamar als Marvin E. Ashbaugh; † 21. August 1974 in Los Angeles) war ein amerikanischer Jazzmusiker, der als vorzüglicher Interpret des Stride-Piano gilt.

## Leben und Wirken
Ash begann während der Highschool-Zeit, die er in Kansas City verbrachte, in Bands zu spielen. Er wurde durch einen Auftritt des Pianisten Earl Hines bei einem Besuch in Abilene 1931 inspiriert; zudem erlebte er im örtlichen Musikgeschäft, wie Joe Sullivan, Fats Waller und Arthur Schutt gemeinsam Klaviere ausprobierten. Dies inspirierte Ash, einen ähnlichen Stil wie die drei spielen zu lernen. Er arbeitete mit Count Basie, Wallie Stoeffer, Herman Waldman und Jack Crawford. 1936 zog er nach Tulsa und arbeitete dort beim Radiosender KVOO-FM als Studio-Pianist, musikalischer Leiter und Sprecher. Von 1942 bis 1945 leistete er seinen Wehrdienst in Fort Sill in Oklahoma ab. 
Nach seinem Wehrdienst zog Ash nach Los Angeles, wo er in der Band des Trompeters Wingy Manone spielte, mit dem 1946 Aufnahmen entstanden. 1947 spielte er mit Nappy Lamare im Club 47 und nahm mit Clive Ackers Jump Records als Solist und mit Rosy McHargues Memphis Five auf. Weiterhin kam es zu Sessions mit Lamare und anderen bei Capitol Records, wo er mit Nappy Lamares Levee Loungers und als Marvin Ash und seine Mason Dixon Music aufnahm.
Ash nahm 1949 auch unter eigenem Namen für Capitol Soloplatten auf. In den 1950er Jahren spielte er in Cocktail-Lounges in Los Angeles. Nur gelegentlich kam es zu weiteren Aufnahmen mit dem Posaunisten Jack Teagarden, dem Klarinettisten Matty Matlock, dem Tenorsaxophonisten Pud Brown und dem Kornettisten Pete Daily. Für Decca Records entstand 1956 sein Album New Orleans at Midnight.
Ash erhielt dann eine Anstellung in der Musikabteilung der Walt Disney Studios, wo er als Studiomusiker für Film- und Fernseh-Soundtracks spielte, als Hausarrangeur und Pianist für den Mickey Mouse Club fungierte und mit George Bruns und seiner Wonderland Jazz Band im Disneyland Resort auftrat. Seit Mitte der 1960er Jahre arbeitete er selbständig.